# Внешняя политика Доминики
Внешняя политика Доминики — общий курс Доминики в международных делах. Внешняя политика регулирует отношения Доминики с другими государствами. Реализацией этой политики занимается министерство иностранных дел Доминики.

## История
В 1980-х годах правительство Доминики стало одним из самых решительных сторонников политики Соединённых Штатов Америки в Вест-Индии. Премьер-министр Доминики Юджиния Чарлз одобрила экономические меры, такие как Инициатива Карибского бассейна, и поддержала развитие частного сектора. Доминикская партия свободы также поддержала усилия Соединённых Штатов Америки по предотвращению распространения коммунизма в странах Вест-Индии.
Связи между Доминикой и Соединёнными Штатами укрепились во время кризиса на Гренаде в октябре 1983 года. После убийства премьер-министра Гренады Мориса Руперта Бишопа, Юджиния Чарльз созвала заседание Организации Восточно-карибских государств, чтобы обсудить кризис. 21 октября 1983 года Организация Восточно-карибских государств решила вмешаться во внутренние дела Гренады и пригласила дружественные правительства оказать военную помощь. Затем к Юджинии Чарльз присоединились премьер-министры Барбадоса и Ямайки, направив официальное приглашение Соединённым Штатами через специального эмиссара посла Фрэнка МакНила. Юджиния Чарльз присутствовала в Белом доме, когда президент США Рональд Рейган официально заявил о подготовке вторжения на Гренаду. Юджиния Чарльз также обратилась к Организации американских государств и Организации Объединённых Наций (ООН), в обоих случаях настаивая на том, что вторжение было необходимо, чтобы остановить распространение коммунистической идеологии.
Особые отношения Доминики с Соединёнными Штатами состояли как из материальных, так и других элементов. Юджиния Чарльз успешно обратилась к официальным лицам США с просьбой выделить средства для расширения инфраструктуры Доминики. В 1980-х годах Соединённые Штаты предоставили около 10 миллионов долларов США в виде грантов на расширение программы электрификации восточной части Доминики и реконструкцию шоссе, соединяющего столицу с международным аэропортом Доминики.
Доминика имеет глубокие исторические и культурные связи с Великобританией и является членом Содружества наций. Великобритания также оказывает экономическую помощь стране и была крупнейшим получателем доминиканского экспорта. Несмотря на эти связи, интервенция на Гренаду обострила отношения между Доминикой и Содружеством наций. Лидеры африканских стран, присутствовавшие на саммите Содружества наций в Нью-Дели в ноябре 1983 года, заявили, что вторжение на Гренаду нарушило принцип невмешательства во внутренние дела суверенных стран. Юджиния Чарльз категорически отвергла позицию африканских лидеров и заявила, что вторжения жизненно важно для интересов Карибского сообщества. Юджиния Чарльз также подвергла критике премьер-министра Великобритании Маргарет Тэтчер за изначально враждебную реакцию на интервенцию в Гренаду, обвинив её в том, что она отвернулась от дружественных стран.
Правительство Доминики также пыталось расширить и укрепить международные и дипломатические отношения с Китайской Республикой (Тайвань), так и с Республикой Корея. Тайваньские специалисты реализовали программу сельскохозяйственных исследований в Доминике и, хотя торговля между двумя странами не развивалась, Тайвань регулярно предоставлял помощь для небольших проектов в школах, спортивных сооружениях и медицинских учреждениях.
Отношения внутри Карибского сообщества были сложными, о чем свидетельствует крах Многостороннего клирингового механизма, создания нетарифных барьеров между государствами-членами, нарушение правил происхождения (например, использование внерегиональной одежды) и серьёзные трудности во внешней политике. Частично в ответ на эти трудности в Карибском сообществе Юджиния Чарльз энергично работала с шестью другими членами Организации Восточно-карибских государств, чтобы укрепить эту субрегиональную организацию.